# Lubomir (imię)
Lubomir – staropolskie imię męskie, złożone z członów Lubo- („miły, przyjemny, kochany”) i -mir („pokój, spokój, dobro”). Mogło oznaczać „ten, który miłuje pokój”. Imię używane również w innych krajach słowiańskich.
Lubomir imieniny obchodzi 20 lutego, 21 marca, 1 maja, 28 czerwca, 31 lipca, 20 listopada.
Podobne imiona słowiańskie:  Lubgost, Lubodrog, Lubosław itp.
Znane osoby noszące to imię:
- Lubomír Doležel, czesko-kanadyjski językoznawca i teoretyk literatury.
- Ľubomír Ftáčnik, słowacki szachista, arcymistrz od 1980 roku.
- Lubomyr Huzar, kardynał, głowa Kościoła greckokatolickiego na Ukrainie.
- Lubomir Kavalek, amerykański szachista i dziennikarz pochodzenia czeskiego.
- Lubomir Libacki, polski strongman.
- Lubomír Štrougal, czechosłowacki polityk.
- Lubomír Beneš, czechosłowacki reżyser.

Zobacz też:
- etymologia nazwy miasta Lublin